# تکیلپادانتان
تکیلپادانتان (به لاتین: Thekilpadantan) یک منطقهٔ مسکونی در سری‌لانکا است که در استان شمالی (سری‌لانکا) واقع شده‌است.